# Nikomedes 3. af Bithynien
Nikomedes 3. Euergetes (? – 94 f.Kr.) var konge af Bithynien 127 f.Kr. til 94 f.Kr. efter faderen Nikomedes 2.
Nikomedes III blev gift med dronning Laodike af Kappadokien, efter dennes ægteskab med kong Ariarathes 6. af Kappadokien. Via Laodikes sønner fra første ægteskab, forsøgte Nikomedes at annektere det kappadokiske kongerige i konkurrence med nabolandet Pontos og dennes kong Mithridates 6.. Dette slog dog fejl.
For en tid herskede Nikomedes 3. også over nabolandet Paflagonien, efter det at det paflagoniske kongehus uddøde.
Han blev efterfulgt af sønnen Nikomedes 4.